# Videolottery
Le Videolottery, meglio conosciute con l'acronimo VLT (Video Lottery Terminal), sono apparecchi da intrattenimento simili alle slot machine dalle quali si differenziano per le modalità di gioco più evolute.

## Caratteristiche
Le VLT non presentano all'interno una scheda con il gioco residente, ma sono collegate, in tempo reale, alla rete sia l'una con l'altra che ad un server centrale, presente nella sala dove sono installate, che fornisce i giochi. Il server inoltre comunica costantemente con un server nazionale centralizzato.
Altra caratteristica peculiare delle VLT è quella di offrire sullo stesso apparecchio più giochi.
L'importo della puntata può variare da un minimo di 0,10 € ad un massimo di 10 €.

## Modalità di pagamento delle vincite
Le VLT offrono i pagamenti in base al calcolo del ciclo di payout stabilito dal concessionario su base sia di sala, che di circuito, che nazionale. Le slot machine tradizionali invece pagano in base al coin in singolo (totale monete inserite nella singola macchina).
Le VLT per le quali il produttore prevede la presenza del jackpot permettono la vincita del jackpot nazionale che arriva fino a 500000,00 € e del jackpot di sala fino a 100000 €; i valori in tempo reale dei jackpot sono continuamente visualizzati sugli apparecchi e sui giochi ove disponibili. La partecipazione ai vari livelli di jackpot può essere subordinata alla puntata minima, recentemente il produttore Merkur su piattaforma Inspired ha reso disponibili il jackpot nazionale anche a 0,50 €, mentre prima era accessibile partendo da 2 €.
Si differenziano dalle slot machine in quanto accettano banconote e a discrezione della gestione possono accettare anche monete, non erogano denaro in caso di vincita, ma stampano un ticket che, dove previsto, può essere rigiocato; nel cambiarlo alla cassa si ricevono contanti per un massimo di 1999,99 € (erano 999,99 € fino al 31 dicembre 2015), in base alla legge vigente. Oltre tale valore il vincitore deve ricevere l'importo vinto in conto corrente bancario o assegno bancario; gli importi di vincita superiori a 1999,99 € possono venire corrisposti in contante solo fino a tale cifra, mentre il residuo attraverso un pagamento tracciabile (bonifico, assegno). La percentuale di pagamento a regime varia tra 84% al 91% circa, ma a differenza delle slot comma 6A, in questi terminali il movimento non è dato dal coin-in (cioè dall'introdotto) ma dal bet-in (cioè dal giocato più introdotto uguale vincite rigiocate) e avendo il ciclo di in/out di 1000000 € e vincita massima per "singola giocata" di 5000,00 € (contro 100,00 € delle comma 6A), possono risultare meno divertenti se intese come passatempo, ma decisamente più accattivanti in qualità di gioco per denaro.
Come nel gioco del lotto, gratta e vinci e i giochi di monopolio italiani, è stata introdotta il 31 luglio 2014 la cosiddetta "tassa sulla fortuna", calcolata nella percentuale del 6,00% sull'eccedente di una vincita superiore ai 500 euro, ad oggi tale percentuale è del 20% sulle vincite eccedenti i 200 euro.

## Fornitori
Le VLT sono fornite ai concessionari solamente da alcuni produttori certificati: attualmente i principali sono Spielo e Novomatic, a cui si aggiungono Merkur Inspired, Bally, Zitro ed Ace Interactive. Le schede delle slot machine, invece, possono venir fornite da molti produttori.

## Sale VLT
Le videolottery si possono installare in locali dedicati aventi caratteristiche ben specifiche e previa autorizzazione esplicita del concessionario, che produrrà lettera d'incarico per l'autorizzazione di cui all'art. 88 del TULPS (Testo unico delle leggi di pubblica sicurezza), e rilasciato dalla questura di competenza.

## Italia
In Italia le videolottery sono state introdotte dalla legge n. 184 del 2008 e sono state lanciate sul mercato grazie al decreto legge 39/2009.

## Tassazione
Ogni partita (ogni pressione del tasto "play" o attivazione dei rulli automatica con utilizzo del credito) è sottoposta al prelievo erariale unico in misura del 8,6%  della singola partita.
Precedentemente il prelievo era attuato in misura del 2% fino al 2013, del 5% fino al 2015 e del 5,5% fino al 2016, del 6% fino al 31 agosto 2018, del 6,25% fino al 31 dicembre 2018 e del 7,5% fino al 31 dicembre 2020.